# Шікітей Самба
Сікітей Самба (яп. 式亭三馬, しきていさんば; 1776―1822) — японський письменник періоду Едо. Працював у жанрах ліричної сатири, романів для дорослих, популярних оповідань для простолюдинів. Справжнє ім'я — Кікучі Хісанорі (яп. 菊地久徳, しげたさだかず).

## Короткі відомості
Шікітей Самба народився 1776 року в місті Едо, в сім'ї міщанина. Ще в юному віці він почав писати короткі оповідання в жартівливому жанрі ґесаку. Самба, як більшість тогочасних мешканців Едо, був носієм гедоністичного світогляду, але мав задатки торговця. Він керував невеликою аптекою в районі Ніхонбаші, в якій окрім ліків продавав парфуми і зубну пасту власного виробництва. На продажі цих нехитрих, але добре розрекламованих товарів, Самба розбагатів.
Перший комедійний твір «Лялькарі цього світу» Самба опублікував 1794 року. Він приніс йому визнання письменника. Самба працював у комедійному жанрі до початку реформ Кансей, але після введення жорстокої цензури перейшов на епічно-героїчний жанр. 1806 року він видав «Оповідання про негідника Юкі Таро», взявшись за видання ілюстрованих повістей у стилі ґокан. 
З кінця 18 століття Самба працював також у жанрі сатирично-куртуазних романів, реалістично змальовуючи роль куртизанок і повій в японському суспільстві. Він активно вживав діалоги, жарти, анекдоти та діалектизми в своїх творах. Найуспішнішими роботами Самби стали романи «Сучасні лазні» та «Сучасні перукарні». На противагу Джіппеншя Ікку, він висміював японський соціум не через вигаданих персонажів, а реальних людей повсякдення, детальо описуючи їхні пристрасті, звички, душевні поривання.